# Zračna podpora
Zračna podpora je vojaški izraz, ki označuje kakršnokoli podporo vojaških letal prijateljskim kopenskim ali pomorskim enotam oz. pripadnikom. 
Po navadi se zračna podpora deli na:
- ognjena podpora (npr. bombardiranje),
- transport in
- oskrba.